# Gordon Wallace (calciatore 1944)
Gordon Wallace (Lanark, 13 giugno 1944) è un ex calciatore scozzese, di ruolo centrocampista.

## Biografia
Suo padre Dougie è stato a sua volta un calciatore professionista.

## Carriera
Firma il suo primo contratto professionistico con il Liverpool, all'epoca militante nella seconda divisione inglese, nell'estate del 1961, all'età di 17 anni. Trascorre comunque l'intera stagione 1961-1962 nelle giovanili, facendo il suo esordio con i Reds solamente nell'ottobre del 1962, in prima divisione. Nel corso di questa sua prima stagione gioca in totale 7 partite di campionato, nelle quali segna anche una rete, la sua prima in carriera tra i professionisti. Nella stagione 1963-1964 viene invece impiegato con minor frequenza: contribuisce infatti alla vittoria del campionato con un'unica presenza, in un incontro di fine campionato contro il Burnley in cui viene preferito a Roger Hunt. Nell'agosto del 1964 tocca invece uno dei punti più alti della sua giovane carriera: nel corso di poche settimane gioca infatti da titolare nel vittorioso FA Charity Shield 1964, in cui realizza anche la rete del momentaneo 1-0, e pochi giorni più tardi diventa il primo marcatore della storia del Liverpool sia in Coppa dei Campioni che, più in generale, di tutte le competizioni UEFA per club: raggiunge tale risultato grazie alla rete del momentaneo 1-0 messa a segno sul campo degli islandesi del KR Reykjavík nell'incontro di andata del primo turno della Coppa dei Campioni 1964-1965 vinto per 5-0 dalla sua squadra; nel corso dell'incontro segna poi anche una seconda rete. Si tratta peraltro della sua unica presenza europea non solo in stagione ma anche nell'intera carriera, circostanza curiosa che lo porta ad avere la media in carriera di due gol a partita in Coppa dei Campioni. Chiude questo periodo fortunato con una doppietta nella prima giornata della First Division 1964-1965 sul campo dell'Arsenal. La stagione 1964-1965, anche dopo queste reti, si rivela essere la sua più ricca di successi nel club: gioca infatti in totale 12 partite di campionato (il suo massimo in un singolo campionato con i Reds) e vi realizza appunto 2 reti (la già citata doppietta contro l'Arsenal). Rimane poi in rosa con il Liverpool anche nelle stagioni 1965-1966 e 1966-1967, nelle quali di fatto però non gioca più nessuna partita ufficiale, complici anche alcuni infortuni. In totale ha quindi totalizzato complessivamente 22 presenze e 6 reti in competizioni ufficiali con il Liverpool nell'arco di cinque stagioni, tra il 1962 ed il 1967.
Nell'ottobre del 1967 Wallace viene ceduto al Crewe Alexandra, club di quarta divisione; qui nel corso della stagione 1967-1968 mette a segno 10 reti in 29 partite di campionato, conquistando una promozione in terza divisione. L'anno seguente, condizionato da molti infortuni, lo vede invece andare a segno per 5 volte ma in sole 9 presenze in questa categoria: il campionato si conclude peraltro con un'immediata retrocessione in quarta divisione per il club biancorosso, con cui Wallace gioca per un ulteriore triennio, fino al termine della stagione 1971-1972, in quarta divisione: in particolare, tra il 1969 ed il 1972 mette a segno complessivamente 7 reti in 55 partite di campionato, venendo condizionato da diversi infortuni che lo portano ad un prematuro ritiro all'età di 28 anni al termine della stagione 1971-1972. In cinque anni nel club totalizza complessivamente 102 presenze e 22 reti fra tutte le competizioni ufficiali (93 presenze e 22 reti in campionato e complessive 9 presenze senza reti fra FA Cup e Coppa di Lega).
In carriera ha totalizzato complessivamente 113 presenze e 25 reti nei campionati della Football League, nell'arco di dieci anni di carriera.

## Statistiche

### Presenze e reti nei club
| Stagione               | Squadra                | Campionato             | Campionato | Campionato | Coppe nazionali | Coppe nazionali | Coppe nazionali | Coppe continentali | Coppe continentali | Coppe continentali | Altre coppe | Altre coppe | Altre coppe | Totale | Totale |
| Stagione               | Squadra                | Comp                   | Pres       | Reti       | Comp            | Pres            | Reti            | Comp               | Pres               | Reti               | Comp        | Pres        | Reti        | Pres   | Reti   |
| ---------------------- | ---------------------- | ---------------------- | ---------- | ---------- | --------------- | --------------- | --------------- | ------------------ | ------------------ | ------------------ | ----------- | ----------- | ----------- | ------ | ------ |
| 1962-1963              | Liverpool              | FD                     | 7          | 1          | FA Cup+CdL      | 0+0             | 0+0             | -                  | -                  | -                  | -           | -           | -           | 7      | 1      |
| 1963-1964              | Liverpool              | FD                     | 1          | 0          | FA Cup+CdL      | 0+0             | 0+0             | -                  | -                  | -                  | -           | -           | -           | 1      | 0      |
| 1964-1965              | Liverpool              | FD                     | 12         | 2          | FA Cup+CL       | 0+0             | 0+0             | UCL                | 1                  | 2                  | CS          | 1           | 1           | 14     | 5      |
| 1965-1966              | Liverpool              | FD                     | 0          | 0          | FA Cup+CdL      | 0+0             | 0+0             | CdC                | 0                  | 0                  | CS          | 0           | 0           | 0      | 0      |
| 1966-1967              | Liverpool              | FD                     | 0          | 0          | FA Cup+CdL      | 0+0             | 0+0             | UCL                | 0                  | 0                  | CS          | 0           | 0           | 0      | 0      |
| Totale Liverpool       | Totale Liverpool       | Totale Liverpool       | 20         | 3          |                 | 0               | 0               |                    | 1                  | 2                  |             | 1           | 1           | 22     | 6      |
| 1967-1968              | Crewe Alexandra        | Fourth D.              | 29         | 10         | FA Cup+CdL      | ?+?             | 0+0             | -                  | -                  | -                  | -           | -           | -           | 30     | 10     |
| 1968-1969              | Crewe Alexandra        | TD                     | 9          | 5          | FA Cup+CdL      | ?+?             | 0+0             | -                  | -                  | -                  | -           | -           | -           | 11     | 5      |
| 1969-1970              | Crewe Alexandra        | Fourth D.              | 14         | 0          | FA Cup+CdL      | 0+0             | 0+0             | -                  | -                  | -                  | -           | -           | -           | 14     | 0      |
| 1970-1971              | Crewe Alexandra        | Fourth D.              | 37         | 6          | FA Cup+CdL      | ?+?             | 0+0             | -                  | -                  | -                  | -           | -           | -           | 42     | 6      |
| 1971-1972              | Crewe Alexandra        | Fourth D.              | 4          | 1          | FA Cup+CdL      | ?+?             | 0+0             | -                  | -                  | -                  | -           | -           | -           | 5      | 1      |
| Totale Crewe Alexandra | Totale Crewe Alexandra | Totale Crewe Alexandra | 93         | 22         |                 | 9               | 0               |                    | -                  | -                  |             | -           | -           | 102    | 22     |
| Totale carriera        | Totale carriera        | Totale carriera        | 113        | 25         |                 | 9               | 0               |                    | 1                  | 2                  |             | 1           | 1           | 124    | 28     |

## Palmarès

### Club

#### Competizioni nazionali
- Campionato inglese: 2

Liverpool: 1963-1964, 1965-1966
- Coppa d'Inghilterra: 1

Liverpool: 1964-1965
- Charity/Community Shield: 3

Liverpool: 1964, 1965, 1966